# Cerkiew Świętych Cyryla i Metodego w Międzyrzeczu
Cerkiew Świętych Cyryla i Metodego w Międzyrzeczu – cerkiew greckokatolicka w Międzyrzeczu, w województwie lubuskim. Świątynia mieści się w dawnym kościele staroluterańskim z XIX w. przy ulicy ks. Piotra Ściegiennego 4. Budynek znajduje się w rejestrze zabytków nr. 431/94 z 27 grudnia 1994. 
Parafia greckokatolicka w Międzyrzeczu istnieje od 1958. Należy do eparchii wrocławsko-koszalińskiej.